# Air Albania
Air Albania é a companhia aérea nacional da Albânia, sediada em Rinas, Albânia. O hub da companhia aérea situa-se no Aeroporto Internacional de Tirana Madre Teresa, onde também está localizada a sede corporativa da companhia aérea.
A Air Albania foi fundada em 16 de maio de 2018 por um consórcio liderado pelos governos albanês e turco sob uma parceria público-privada. A Turkish Airlines, parceira fundadora, possui 49,12% da Air Albania. Os 50,88% restantes são negociados publicamente, atualmente divididos entre a Albcontrol, uma empresa de propriedade do governo albanês, com cerca de 10% e a MDN Investment, uma empresa de capital fechado na Albânia, com cerca de 41% das ações.

## História
A antiga companhia aérea nacional da Albânia, a Albanian Airlines foi extinta quando o governo da Albânia revogou a sua licença para operar na Albânia em 11 de novembro de 2011.
O primeiro-ministro da Albânia, Edi Rama, havia anunciado numa entrevista com Enver Robelli em 30 de março de 2017 que o governo albanês estava planejando criar uma "companhia aérea na Albânia com a cooperação da Turkish Airlines". Em 8 de maio de 2017, Rama e İlker Aycı, diretor-executivo da Turkish Airlines, divulgaram uma declaração conjunta à imprensa, declarando que uma companhia aérea com sede na Albânia estava em obras, com o apoio do presidente turco Recep Tayyip Erdoğan. Mais tarde, foi revelado que a fundação da Air Albania também estava ligada à criação de um aeroporto internacional em Vlorë, também planejado em cooperação com o governo turco. Rama havia revelado o nome da nova companhia aérea, "Air Albania", em 21 de novembro de 2017.
A Air Albania foi fundada oficialmente em 16 de maio de 2018 pela Turkish Airlines, Albcontrol e MDN Investment.

### Controvérsia
A controvérsia por trás da fundação da companhia aérea entrou em erupção quando se descobriu que o parceiro fundador MDN Investment havia sido fundado nove dias antes, em 7 de maio de 2018. A Turkish Airlines contribuiu com 30 milhões de dólares na sua participação. Além disso, em 16 de maio de 2018, o governo albanês havia controlado o terreno em que o Aeroporto Internacional de Tirana foi construído para Albcontrol, a fim de participar da parceria público-privada. Devido à falta de comentários públicos, a Albânia pode ter violado o Acordo de Estabilização e Associação que assinou durante o seu processo de adesão à União Europeia.

## Frota
Em setembro de 2019, a frota da Air Albania compreende as seguintes aeronaves
| Aeronaves       | Em serviço | Encomendas | Passageiros | Passageiros | Passageiros | Notas |
| Aeronaves       | Em serviço | Encomendas | C           | Y           | Total       | Notas |
| --------------- | ---------- | ---------- | ----------- | ----------- | ----------- | ----- |
| Airbus A319-100 | 1          | -          | -           | 132         | 132         |       |
| Boeing 737-800  | 1          | -          | 16          | 135         | 151         |       |
| Total           | 2          | -          |             |             |             |       |

: em reconhecimento a personalidades albanesas notáveis, que fizeram contribuições positivas à cultura e à sociedade albanesa, a companhia aérea nomeia cada aeronave como Lasgushi (Airbus A319-100 ) e Migjeni (Boeing 737-800).